# Käthe Starke-Goldschmidt

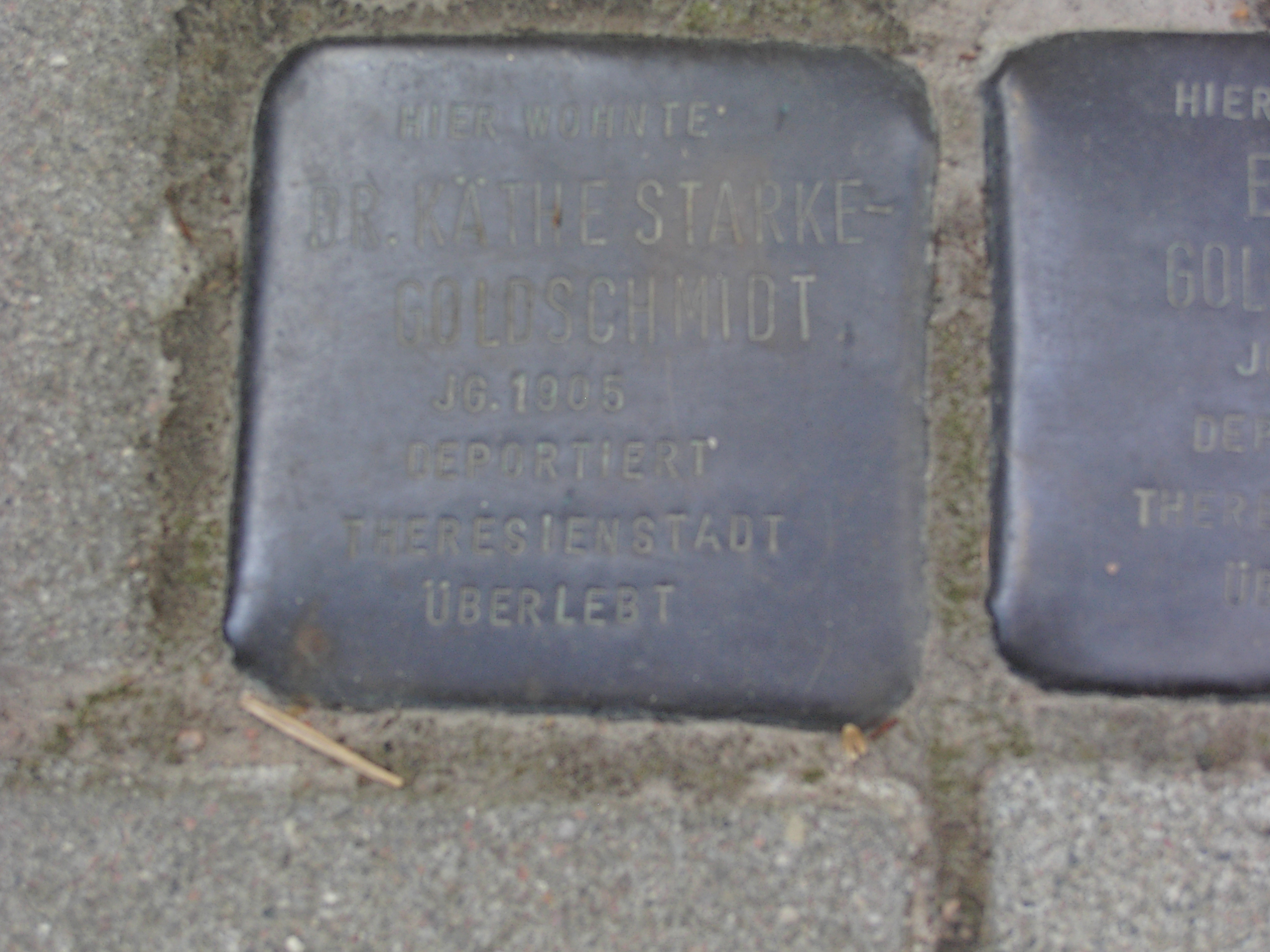
Stolperstein für Käthe Starke-Goldschmidt in Hamburg-Othmarschen

Käthe Starke-Goldschmidt, geborene Goldschmidt, (* 27. September 1905 in Altona/Elbe; † 10. August 1990 in Hamburg) war eine promovierte deutsche Theaterwissenschaftlerin, die aufgrund ihrer jüdischen Herkunft während der Zeit des Nationalsozialismus Ende Juni 1943 in das Ghetto Theresienstadt deportiert wurde und den Holocaust überlebte. Nach der Befreiung sicherte sie das Theresienstadt-Konvolut und publizierte ihre Erinnerungen an die Haftzeit in Theresienstadt.

## Leben
Käthe Goldschmidt, Tochter von Iska und Hulda (geborene Schönberg) Goldschmidt, wuchs gemeinsam mit ihrer Schwester Erna (1902–1977) in Altona auf. Ihr Vater war Inhaber der Bank „Firma Louis Goldschmidt“ und letzter Vorsitzender der Jüdischen Gemeinde in Altona. Nach dem Abschluss ihrer Schullaufbahn studierte Goldschmidt ab 1927 an der Universität Heidelberg und in München Germanistik, Philosophie, Kunstgeschichte und bei Artur Kutscher später noch Theater- und Literaturwissenschaften. Zeitgleich war sie als Schauspielerin und Regisseurin in der Münchner Akademischen Spielschar tätig, um nach Studienabschluss an einem Theater beschäftigt zu werden. Nach der nationalsozialistischen Machtübernahme wurde die Spielschar 1934 aufgelöst. Goldschmidt wurde 1935 Mutter eines Sohnes. Um ihren Sohn vor Repressalien zu bewahren, beabsichtigte Goldschmidt einen „arischen“ Kommilitonen zu heiraten und nicht ihren jüdischen Freund Martin Starke (1899–1957), was ihr jedoch die Gestapo mit Hinweis auf die Nürnberger Rassegesetze untersagte. Sie konnte ihren Sohn, getarnt als „arisches“ Waisenkind, beim katholischen Blauen Kreuz in München unterbringen. Spätestens 1937 kehrte sie nach Hamburg zurück und war dort eine Zeitlang als Dramaturgin beim Theater des Jüdischen Kulturbundes tätig. Nach dem Tod ihres Vaters 1938 führte die Familie das Unternehmen kurzzeitig weiter. Nach der Reichspogromnacht im November 1938 mussten auch die Goldschmidts eine Judenvermögensabgabe zahlen, Wertgegenstände abgeben und schließlich im Oktober 1940 umziehen. Die Mutter verstarb Ende 1941 und entging so der Deportation. Käthe und Erna Goldschmidt, die ebenfalls von der Deportation bedroht waren, mussten im September 1942 in ein „Judenhaus“ ziehen.
Käthe und Erna Goldschmidt wurden am 23. Juni 1943 vom Hannoverschen Bahnhof in Hamburg mit weiteren 107 Personen nach Theresienstadt deportiert. Über die Umstände berichtete sie später folgendes:

„Nein – aus unserm Transport nach Theresienstadt fing niemand an zu schreien. Uns trat auch keiner in den Rücken, wie ich es elf Monate zuvor noch im Hof der Schule an der Sternschanze gesehen hatte, wenn die Alten nicht schnell genug die hohen Klapptritte an den Mannschaftswagen der Polizei erklimmen konnten. Der Chef des Judendezernats der Geheimen Staatspolizei, Staatspolizeileitstelle Hamburg, ‚Herr‘ Göttsche, der uns mit seinem Stab das Abschiedsgeleit gab, zeigte sich mehrere Nuancen undienstlicher als gewöhnlich. Keine Filmkameras surrten, keine umgehängten Photo-Apparate machten Privataufnahmen von hübschen Helferinnen, von Elendsgestalten auf dem Bahnsteig oder von Tragbahren mit sterbenden Greisen. Es war ja vergleichsweise auch gar nichts los heute.“

In Theresienstadt war Käthe Goldschmidt zunächst beim Putzdienst tätig und kam mit prominenten Häftlingen in Kontakt. Später war sie in der Zentralbücherei des Ghettos unter dem Bibliotheksleiter Emil Utitz tätig. Es gelang ihr, das sogenannte Theresienstadt-Konvolut, maschinengeschriebene, teils bebilderte Lebensläufe von 92 prominenten Häftlingen, zu sichern. Zudem erhielt sie von dem Oberbibliothekar der Zentralbibliothek Hugo Friedmann vor dessen Deportation nach Auschwitz 64 Aquarelle und Zeichnungen aus dem Ghetto zur Aufbewahrung, die sie bis zur Befreiung des Ghettos Theresienstadt durch die Rote Armee am 8. Mai 1945 ebenfalls retten konnte, sowie auch die Rechenschaftsberichte der Zentralbücherei. Aufgrund einer Quarantäne wegen Fleckfieber konnte sie erst am 28. Juli 1945 Theresienstadt verlassen und nach Hamburg zurückkehren.
Käthe Goldschmidt war anschließend noch einige Jahre für den Schauspieler und Regisseur Helmut Käutner tätig, mit dem sie befreundet war. Danach lebte sie mit ihrer Schwester und dem Vater ihres Kindes, dem Auschwitzüberlebenden Martin Starke in Hamburg-Othmarschen. Goldschmidt heiratete Starke 1950, nachdem sie 1947 ihren Sohn nach Hamburg geholt hatte. Ihre Erinnerungen wurden 1975 unter dem Titel Der Führer schenkt den Juden eine Stadt veröffentlicht. Dieser Titel wurde nach dem in Theresienstadt gedrehten Propagandafilm der Nazis Theresienstadt gewählt. Die Theaterwissenschaftlerin Goldschmidt promovierte 1948 in München.
Goldschmidt-Starke starb 1990 in Hamburg, sie wurde auf dem Jüdischen Friedhof Bornkampsweg beigesetzt. Ihr Nachlass wird im Archiv der KZ-Gedenkstätte Neuengamme verwahrt.
Vor ihrem ehemaligen Wohnhaus in der Hamburger Grottenstraße wurden zum Gedenken an Goldschmidt-Starke, ihren Ehemann sowie ihre Schwester Erna Stolpersteine verlegt. 2021 beschloss der Hamburger Senat, den Bonnepark in Bahrenfeld (nach dem Arzt und Nationalsozialisten Georg Bonne) zu Ehren von Käthe Goldschmidt in Goldschmidtpark umzubenennen.

## Schriften
- Der Führer schenkt den Juden eine Stadt. Haude & Spenersche Verlagsbuchhandlung, Berlin 1975, ISBN 3-7759-0174-4.